# Лапово
Лапово (серб. Лапово) — город в Сербии в общине Лапово, Шумадийский округ. Город расположен в 86 км к юго-востоку от Белграда. Согласно переписи 2011 года, население составляло 7143 человека.